# Народ богов и земель
Народ богов и земель, также «Пятипроцентники» — радикальная афроамериканская религиозная организация, предположительно основанная в 1963 году в районе Гарлем муниципального округа Манхэттен Нью-Йорка. Основателем организации считается Кларенс Смит, известный под именем Кларенс 13-Икс. Современники и ученики называли его Аллахом («Бог» по-арабски) или отцом.
Сторонники организации придерживаются религиозно-мистического учения, согласно которому первородный мужчина происходит от Бога, а первородная женщина является персонификацией  Земли. Они верят, что с помощью внутренней божественной силы люди способны обрести свой истинный потенциал.

## История
Организация была основана Кларенсом Смитом после ухода из Нации ислама. Относительно причин расхождения существует несколько мнений: одни считают, что причиной стало нежелание Смита бросить азартные игры, другие — сомнение в божественности Уоллеса Фард Мухаммеда. Одни источники утверждают, что он был исключён, другие — что ушёл сам.
В 1969 г. он был убит, но дело продолжили его ученики; движение сохранило идею об изначальном превосходстве чернокожей расы как прародителей всего человечества и обладателей божественной энергии, при этом белые утратили связь с этой энергией и часто являются носителями зла; идеи этого движения являются распространенным сюжетом песен в стиле хип-хоп.

## Обычаи
Члены организации регулярно собираются для обсуждения учения и внутренних дел организации. Эти собрания, известные как Universal Parliaments, обычно происходят в общественных местах — парках и школьных дворах.
Секта не признаёт традиционные праздники, особенно религиозные — такие как Пасха и Рождество. В районах, где активность последователей высока, 22 февраля (день рождения основателя) и 10 октября (день основания) проводятся праздничные встречи.
Последователям учения запрещено употреблять в пищу свинину и производные от неё продукты. Некоторые последователи отказываются от употребления мяса вообще.
Концепция названия: 85 % всех людей являются духовно и интеллектуально спящими или мертвыми, 10 % обладают частью знания и используют его в собственных целях для эксплуатации остальных, 5 % являются полноценными обладателями божественного знания и должны освободить остальных путём просвещения.